# Flamberge
 (janvier 2012).
Si vous disposez d'ouvrages ou d'articles de référence ou si vous connaissez des sites web de qualité traitant du thème abordé ici, merci de compléter l'article en donnant les références utiles à sa vérifiabilité et en les liant à la section « Notes et références ».

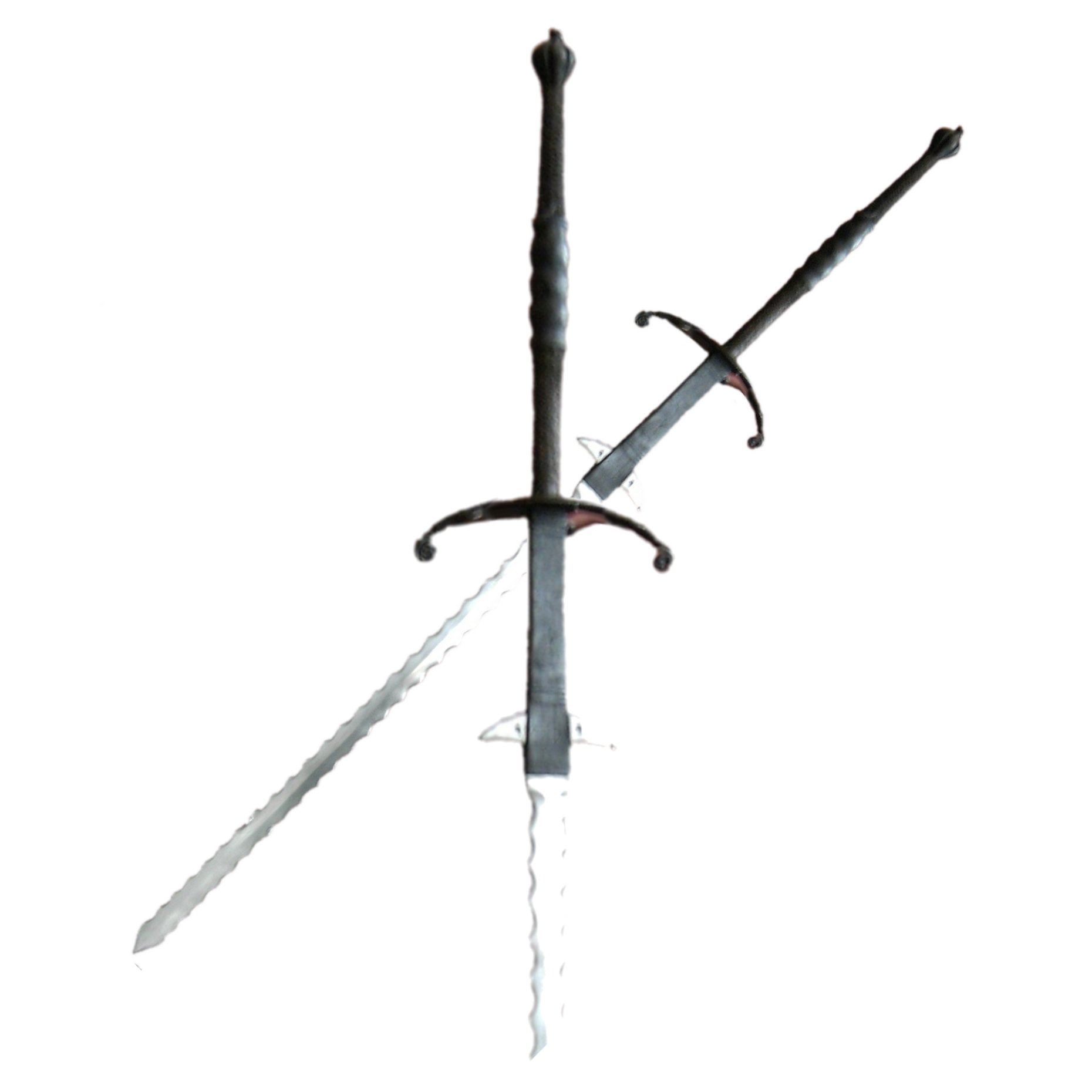
Cette épée à deux mains exposée au musée Zwinger de Dresde est un « espadon à oreillon » présentant une lame flamberge.

Une flamberge (de l'allemand flammenschwert, littéralement "Epée de flammes")[réf. nécessaire] est un type de lame d’épée longue en usage du XVe siècle au XVIIIe siècle. 
De forme ondulée (« ondulant comme la flamme ») sur toute la longueur, on la retrouve principalement dans trois armes blanches :
- l'espadon ou zweihänder (littéralement "deux mains"), arme de prédilection des lansquenets, unité créée sur le modèle des mercenaires suisses, opérant entre le XVe siècle et le XVIIe siècle. Sa forme ondulée avait un impact psychologique certain, ralentissait la glissade de l'épée adverse lors d'une parade et selon certains provoquait des vibrations spécifiques et dérangeantes dans l'arme de l'adversaire ;
- le kriss, dague orientale dont la lame est souvent ondulée ;
- la rapière, vers 1600, dont le but n'est alors pas tant d'effrayer que d'impressionner l’entourage en laissant un souvenir mémorable.

## Commentaire
En vieux norrois, Flæma : « chasse » et Berg : « roc », soit littéralement « Chasse roc » (qui est aussi le nom norrois de Durandal, épée de Roland), est aussi « lerdaoegjdl » de l'épée magique de Renaud de Montauban, qu'il reçut de son cousin Maugis. Son nom d'origine est Floberge mais la tradition a gardé le nom générique de l'épée au lieu de son nom original.[réf. nécessaire]

## Étymologie
D'après le Trésor de la langue française informatisé (TLFi) : « du germ. *froberga, attesté comme nom fém. (Frödeberga, , v. KLUGE). Floberge a été déformé en flamberge sous l'infl. de flambe « flamme », v. flamme. L'allemand a repris Flamberg au français (attesté dès 1575, v. KLUGE; WEIGAND). »